# Kanjizaiō-in
Le Kanjizaiō-in (観自在王院) est le nom d'un ancien temple situé dans la ville de Hiraizumi (préfecture d'Iwate), fondé par l'épouse de Fujiwara no Motohira, deuxième chef des Ōshū Fujiwara. Il est situé directement en face du Enryu-ji et du Kasho-ji, les temples jumeaux de son mari. Ce temple partage les idées du bouddhisme de la Terre pure avec les temples de son mari et tous deux possèdent un grand étang aux contours variables entouré de jardins de la Terre pure. L'étang est alimenté par un ruisseau en provenance du Mōtsū-ji. Tant le Mōtsū-ji que le Kanjizaiō-in sont entourés de grands murs de terre avec de majestueuses portes d'entrée. Alors que le  Mōtsū-ji est élaboré et somptueux, le Kanjizaiō-in est beaucoup plus simple et dépouillé.
Les bâtiments du Kanjizaiō-in comprennent un grand et un petit édifice Amida. Il existe des ponts de la porte d'entrée au sud vers une île au centre du lac puis vers les bâtiments Amida au nord. Peut-être y avait-il aussi une pagode à l'est. Le plus grand des bâtiments Amida contient une triade Amida et ses murs sont peints de vues de Kyoto. Les murs de la petite salle Amida sont décorés avec des poèmes composés par Fujiwara no Norinaga, un peu comme les murs du Enryu-ji. Il est possible que l'épouse de Motohira vivait dans la petite salle et pratiquait son culte dans la grande salle. Certains érudits supposent que le Kanjizaiō-in a été construit comme mémorial après la mort de Motohira.
Le Mōtsū-ji et le Kanjizaiō-in sont détruits par le feu en 1226 à la suite de la chute du clan Fujiwara. Aucun des bâtiments n'a été reconstruit. Il reste aujourd'hui un grand parc gazonné avec l'étang tel qu'il se présentait au XIIe siècle.
Les jardins font partie du patrimoine culturel du Japon au titre de « site pittoresque ». Ils font partie du patrimoine mondial de l'UNESCO au titre des « monuments et sites historiques d'Hiraizumi (en) ».

## Source de la traduction
- (en) Cet article est partiellement ou en totalité issu de l’article de Wikipédia en anglais intitulé « Kanjizaiō-in » (voir la liste des auteurs).